# NGC 4812
NGC 4812 est une vaste galaxie lenticulaire vue par la tranche et située dans la constellation du Centaure. Sa vitesse par rapport au fond diffus cosmologique est de 3 943 ± 49 km/s, ce qui correspond à une distance de Hubble de 58,2 ± 4,1 Mpc (∼190 millions d'al). NGC 4812 a été découverte par l'astronome britannique John Herschel en 1834.
Selon Reduzzi et Rampazzo, NGC 4811 et NGC 4812 forment une paire isolée de galaxies, mais comme une distance de presque 20 millions d'années-lumière les sépare, il se pourrait que cette paire ne soit que purement optique.

## Groupe de NGC 4696
Selon A.M. Garcia, NGC 4812 est un membre du groupe de NGC 4696 qui compe au moins 79 galaxies. Les autres galaxies du New General Catalogue et de l'Index Catalogue de ce groupe sont NGC 4373, NGC 4499, NGC 4507, NGC 4553, NGC 4573, NGC 4601, NGC 4650, NGC 4672, NGC 4667, NGC 4681, NGC 4683, NGC 4696, NGC 4729, NGC 4743, NGC 4744, NGC 4767, NGC 4811, NGC 4832, IC 3290 et IC 3370.
Le groupe de NGC 4696 fait partie de l'amas du Centaure, un des amas du superamas de l'Hydre-Centaure.